# انجیره (میبد)
انجیره (اردکان)، روستایی از توابع بخش خرانق شهرستان اردکان در استان یزد ایران است.
جمعیت این روستا که در بخش خرانق اردکان قرار دارد و براساس سرشماری مرکز آمار ایران در سال ۱۳۸۵، جمعیت آن ۱۱ نفر (۵خانوار) بوده‌است.